# Albrecht Menke
Albrecht Menke (* 10. Juli 1934 in Düsseldorf; † 16. April 2017 in Bonn) war ein deutscher Verwaltungsjurist.

## Werdegang
Menke studierte Rechtswissenschaften, Geschichte und Kunstgeschichte und schloss als Rechtsassessor (Ass. jur.) ab. Er trat 1952 in die FDP ein und war 1957/58 Bundesvorsitzender des Liberalen Studentenbundes und von 1964 bis 1966 Präses des Verbandes Liberaler Akademiker.
Von 1966 bis 1970 war er Beigeordneter in St. Augustin und von 1970 bis 1976 Stadtdirektor in Gummersbach. Zugleich war er stellvertretender Landrat des Oberbergischen Kreises. Anschließend wechselte er in die Wirtschaft und war von 1976 bis 1994 Vorstandsmitglied der Provinzial-Versicherung in Düsseldorf. 
Er war von 1958 bis 1972 Mitglied des Kuratoriums der Friedrich-Naumann-Stiftung. Außerdem war er stellvertretender Vorsitzender des Verwaltungsrates des Deutschen Entwicklungsdienstes (DED).

## Ehrungen
- 1976: Verdienstkreuz am Bande des Verdienstordens der Bundesrepublik Deutschland